# 190
Rok 190 (CXC) byl nepřestupný rok, který podle juliánského kalendáře začal čtvrtkem. V tehdejším římském kalendáři byl rokem 943 ab urbe condita.

## Události
- v Římě propukl hladomor, který vedl k lidovým bouřím; za viníka byl označen pretoriánský prefekt Marcus Aurelius Cleander a císař ho nechal popravit[1]
- byla postavena silnice přes Simplonský průsmyk
- znehodnocení měny v provincii Aegyptus
- Chosroe II. se neúspěšně pokusil převzít vládu v Parthské říši[2]
- historicky nedoložená bitva v průsmyku Chu-lao, zmíněná v knize Příběhy Tří říší

## Narození
- Dionýsios Alexandrijský (zemřel 264)[3]

## Úmrtí
- Athénagorás (narozen asi 133)

## Hlavy států
- Papež – Eleutherus? (174/175–185/193) » Viktor I.? (186/193–197/201)
- Římská říše – Commodus (177–192)
- Parthská říše – Vologaisés IV. (147/148–191/192)
- Kušánská říše – Huviška (151–190) » Vásudéva I. (190–230)
- Čína, dynastie Chan (206 př. n. l. – 220 n. l.) – císař Sien-ti (189–220)
- Japonsko (region Jamataikoku) – královna Himiko (175–248)